# Foam rolling
Foam rolling er en teknik, men kan bruge til at lave SMR. SMR står for Self-Myofacial Release, som er en teknik, man bruger til at behandle overaktive muskler og inflammeret muskelvæv. Denne form for behandling øger blodtilførslen til musklerne, afslapper musklerne og øger aktiveringen af antagonistiske muskler.

## Teknik
Teknikken udøves ved at rulle på en foam roller(en skum rulle), og kan bruges til det meste af kroppen. Teknikken består i at rulle indtil man finder et ømt område, også kaldet et trigger point. Derefter holder man presset på dette område, og udøver derved trigger point behandling af området. Presset holdes i 30-60 sekunder, mens man tager dybe ud- og indåndinger.

## Udstyr
Det træningsudstyr man benytter til foam rolling, er en foam roller. En foam roller er et cylinderformet rør oftest lavet i pvc og betrukket med forskellige slags skum.Det mest benyttede er EVA skum. Foam rollere fås i mange forskellige størrelser. Det mest normale er dog omkring 30 cm i længden og 15 cm i diameter. Der findes et stort udvalg af hårdheder og skumbelægninger, som kan bruges til forskellige slags trigger point behandling. Nybegyndere til foam rolling, med mange trigger points, anbefales at starte med en foam roller som er forholdsvist blød. Ofte har farven og hårdheden en sammenhæng, sådan er det hos de fleste producenter. Hvide foam rollere er oftest bløde, mens sorte er hårdere. Det er vigtigt, at man finder den type foam roller, som passer bedst til ens behov.